# Distretto di Chlef
Il distretto di Chlef è un distretto della provincia di Chlef, in Algeria, con capoluogo Chlef.

## Comuni
Il distretto di Chlef comprende tre comuni:
- Chlef
- Sendjas
- Oum Drou